# 김규민 (야구인)
김규민(金奎玟, 1993년 1월 26일 ~ )은 전 KBO 리그 키움 히어로즈의 외야수이자, 현 엘론베이스볼랩의 타격코치이다.

## 선수 시절

### 한국 프로야구시절

#### 넥센 히어로즈&키움 히어로즈시절
2012년에 입단하였다. 2017년에 김홍빈과 함께 정식 선수로 전환됐다. 2017년 5월 2일 KIA전에서 대타로 출전해 데뷔 첫 경기를 치렀고, 경기에서 2타수 무안타를 기록했다. 2017년 5월 4일 KIA전에서 데뷔 첫 안타를 기록했다. 2018년 5월 1일 NC전에서 로건 베렛을 상대로 홈런을 쳐 냈고 이 홈런은 그의 데뷔 첫 홈런이었다. 2018년 5월 초 당시 같은 팀이었던 고종욱이 부상을 당해 좌익수 자리에 공백이 생기자 그가 기회를 얻었고 기대 이상의 활약을 하며 자리를 메꿨다. 2018년 7월 4일 SK전에서 남윤성을 상대로 끝내기 안타를 쳐 내며 승리를 이끌었다.2018년에 100경기 넘게 출전해 2할대 후반의 타율을 기록하며 주전급 선수로 거듭났다. 2019년에도 제리 샌즈, 이정후, 임병욱 다음으로 많은 95경기에 출전해 2할 중반의 타율을 쳤다. 하지만 시즌 막판에 부상으로 전력에서 이탈했다.

### 한국 독립리그 시절

#### 스코어본 하이에나들시절
2021년에 입단하였다.

#### 성남 맥파이스시절
2021년에 입단하였다. 2021년 12월에 은퇴를 선언했다.

## 야구선수 은퇴 후
2022년부터 엘론베이스볼랩의 타격코치로 활동한다.

## 출신 학교
- 강원 일산초등학교
- 자양중학교
- 휘문고등학교

## 통산 기록
| 연도 | 팀명  | 타율  | 경기 | 타수 | 득점 | 안타 | 2루타 | 3루타 | 홈런 | 루타 | 타점 | 도루 | 도실 | 볼넷 | 사구 | 삼진 | 병살 | 실책 |
| ---- | ----- | ----- | ---- | ---- | ---- | ---- | ----- | ----- | ---- | ---- | ---- | ---- | ---- | ---- | ---- | ---- | ---- | ---- |
| 2017 | 넥센  | 0.238 | 14   | 21   | 5    | 5    | 0     | 1     | 0    | 7    | 2    | 0    | 0    | 1    | 1    | 6    | 0    | 1    |
| 2018 | 넥센  | 0.295 | 104  | 298  | 47   | 88   | 9     | 2     | 3    | 110  | 40   | 8    | 4    | 27   | 6    | 89   | 3    | 7    |
| 2019 | 키움  | 0.248 | 94   | 222  | 33   | 55   | 8     | 1     | 3    | 74   | 24   | 2    | 4    | 22   | 4    | 68   | 4    | 1    |
| 2020 | 키움  | 0.208 | 54   | 101  | 13   | 21   | 2     | 1     | 1    | 28   | 6    | 1    | 0    | 5    | 1    | 24   | 3    | 1    |
| 통산 | 4시즌 | 0.263 | 266  | 642  | 98   | 169  | 19    | 5     | 7    | 219  | 72   | 11   | 8    | 55   | 12   | 187  | 10   | 10   |